# Sha-La-La-La-Lee/Grow Your Own
Sha-La-La-La-Lee/Grow Your Own è il terzo singolo del gruppo rock britannico Small Faces pubblicato nel 1966.
In Gran Bretagna raggiunse la terza posizione nella Official Singles Chart. Il singolo è il primo della band con in formazione Ian McLagan alle tastiere.

## Il brano
Poiché il precedente singolo della band, I've Got Mine, canzone composta da Steve Marriott e Ronnie Lane, aveva fallito nelle classifiche britanniche, il manager Don Arden, pretese che il prossimo brano degli Small Faces ad essere pubblicato su singolo, fosse opera di un collaudato team di autori di musica pop. Per questo furono chiamati Kenny Lynch e Mort Shuman in modo che il prossimo disco diventasse un successo sicuro.
Il brano Sha-La-La-La-Lee si rivelò un grosso successo commerciale per la band, e raggiunse la terza posizione nella classifica riservata ai singoli in Gran Bretagna. Nonostante il successo riscosso, Sha-La-La-La-Lee non piacque mai ai membri del gruppo perché sentivano che non rispecchiava il loro vero sound, che era molto più orientato verso il rhythm and blues e il soul.
Grazie al successo del singolo, gli Small Faces guadagnarono una grossa fetta di fan femminili, come molti dei loro contemporanei. Con il passare degli anni, la situazione degenerò fino al punto di portare Marriott a lasciare la band perché pensava di non essere preso sul serio come musicista, e a formare il gruppo Humble Pie, molto più rock e blues.
Gli Small Faces eseguirono dal vivo Sha-La-La-La-Lee al Dick Clark Show negli Stati Uniti.

## Formazione
- Steve Marriott – voce solista e cori, chitarra elettrica
- Ronnie Lane – basso, cori
- Ian McLagan – organo Hammond, piano, cori
- Kenney Jones – batteria
- Kenny Lynch - cori

## Cover
- The Rattles nel febbraio 1966 su singolo (Star Club Records 148 547, 02.1966).
- La band jugoslava Siluete con il titolo Tvoj rođendan nel 1966.
- Il cantante cecoslovacco Václav Neckář nel 1966.
- Evelyne Courtois, cantante francese degli anni sessanta, nel 1966 in francese con il titolo Ce N'est Pas Une Vie.
- Plastic Bertrand nel 1978 in Francia.